# 迪克·克拉克

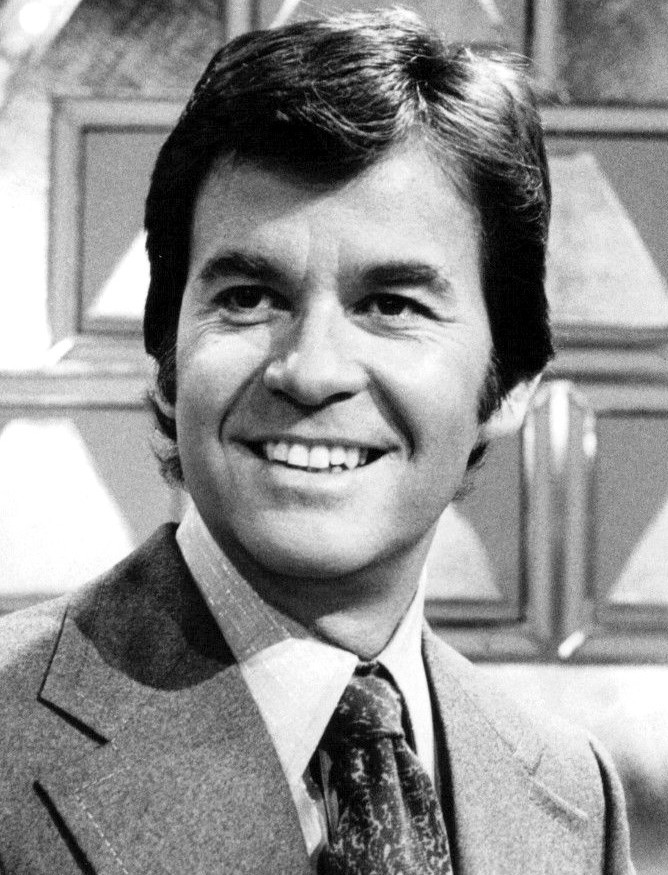
迪克·克拉克

迪克·克拉克  （1929年11月30日 – 2012年4月18日）是一位美国电视和广播名人兼电视制片人，他曾主持迪克·克拉克的跨年搖滾夜。 他也是全美音樂獎的發起人。 
2004年12月6日，克拉克因轻微中风入院。2012年，他做了經尿道前列腺切除術。4月18日，克拉克在圣莫尼卡的一家医院因心肌梗死去世。  他的遺體于4月20日火化，骨灰撒入太平洋。 